# Olympische Sommerspiele 1992/Teilnehmer (Britische Jungferninseln)
| Gelbes Symbol für Goldmedaillen mit stilisierten Olympischen Ringen | Graues Symbol für Silbermedaillen mit stilisierten Olympischen Ringen | Braundes Symbol für Bronzemedaillen mit stilisierten Olympischen Ringen |
| ------------------------------------------------------------------- | --------------------------------------------------------------------- | ----------------------------------------------------------------------- |
| —                                                                   | —                                                                     | —                                                                       |

Die Britischen Jungferninseln nahmen an den Olympischen Sommerspielen 1992 in Barcelona, Spanien, mit einer Delegation von vier Sportlern (allesamt Männer) teil.

## Teilnehmer nach Sportart

### Leichtathletik
- Karl Scatliffe
Hochsprung: 39. Platz in der Qualifikation

### Segeln
- John Shirley
Soling: 17. Platz

- Robert Hirst
Soling: 17. Platz

- Robin Tattersall
Soling: 17. Platz